# Hala Śmietanowa

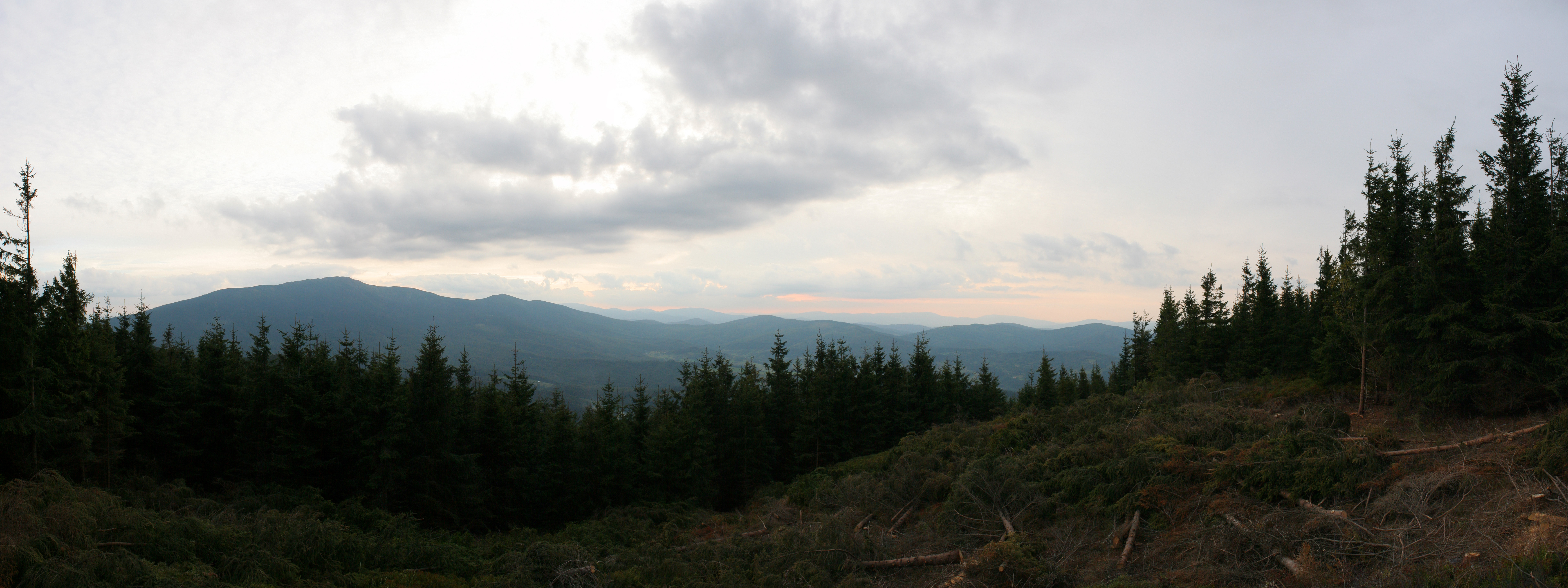
Widok po wycince lasu

Hala Śmietanowa – dawna hala pasterska na zachodnim stoku szczytu Kiczorka (1298 m) (dawniej zwanego Cylem Hali Śmietanowej) w Paśmie Policy. Pasmo to w regionalizacji fizycznogeograficznej Polski według Jerzego Kondrackiego zaliczane jest do Beskidu Żywieckiego, w nowszej regionalizacji z 2018 roku do Beskidu Żywiecko-Orawskiego.
Nazwa hali pochodzi od rodziny Śmietanów ze Skawicy. Dawniej jej powierzchnia wynosiła 7 ha, obecnie prawie kompletnie zarosła w procesie zalesiania oraz sukcesji. Do lat 60. XX wieku prowadzono na niej wypas owiec. W dolnej części hali znajdował się kiedyś kamienny szałas pasterski. Gospodarował w nim baca Klemens Zając ze Skawicy. Hala znajdowała się w granicach wsi Zawoja w województwie małopolskim, w powiecie suskim, w gminie Zawoja.